# Język mam
Język mam (Qyool Mam, Ta yol Mam) – język używany przez ok. 490 tys. Indian Mam w Meksyku i Gwatemali. Należy do rodziny języków majańskich (grupa mam-kicze). Jego użytkownicy zamieszkują gwatemalskie departamenty Huehuetenango, San Marcos i Quetzaltenango oraz stan Chiapas w Meksyku.
Jest silnie zróżnicowany wewnętrznie. Wyróżnia się trzy grupy dialektów: północne, południowe i zachodnie. W użyciu jest także język hiszpański. Nie jest zagrożony wymarciem w najbliższej przyszłości.